# عقد 1200 ق.م
عقد 1200 قبل الميلاد هو العقد الذي استمر من 1209 قبل الميلاد إلى 1200 قبل الميلاد.
| 1200 ق م \| 1201 ق م \| 1202 ق م \| 1203 ق م \| 1204 ق م \| 1205 ق م \| 1206 ق م \| 1207 ق م \| 1208 ق م \| 1209 ق م |

## الأحداث والاتجاهات
- 1207 قبل الميلاد : 30 أكتوبر – أول كسوف شمسي معروف.
- 1206 قبل الميلاد: التاريخ التقريبي لبداية انهيار العصر البرونزي، وهي فترة من الهجرة والاضطرابات والدمار في شرق البحر الأبيض المتوسط والشرق الأدنى.
- 1204 قبل الميلاد : ثيسيوس، ملك أثينا الأسطوري، يُطاح به بعد حكم دام 30 عامًا ويخلفه مينيستيوس، حفيد إريكثونيوس الثاني ملك أثينا وابن عم ثاني لأجيوس والد ثيسيوس. ويقال إن مينيستيوس ساعده كاستور وبولوكس من سبارتا، الذين أرادا استعادة أختهما هيلين من زوجها الأول ثيسيوس. بحث ثيسيوس عن ملجأ في سكيروس، الذي يعتبر ملكها ليكوميدس صديقًا وحليفًا قديمًا. لكن ليكوميدس يعتبر زائره تهديدًا للعرش ويشرع في اغتياله. (تضع روايات أخرى هذه الأحداث قبل عقد من الزمان. انظر 1210 قبل الميلاد  [لغات أخرى]‏.)
- قرابة 1200 قبل الميلاد: بداية عموم الإليريين
- قرابة 1200 قبل الميلاد: انهيار قوة الحيثيين في الأناضول وتدمير عاصمتهم حاتوسا.
- قرابة 1200 قبل الميلاد: هجرات جماعية للناس حول البحر الأبيض المتوسط والشرق الأوسط. انظر شعوب البحر لمزيد من المعلومات.
- قرابة 1200 قبل الميلاد: أصبح البدو الآراميون والكلدانيون يشكلون تهديدًا كبيرًا للإمبراطورية البابلية والآشورية السابقة.
- قرابة 1200 قبل الميلاد: هجرة وتوسع اليونانيين الدوريين. تدمير المدينة الميسينية بيلوس.
- قرابة 1200 قبل الميلاد: التدمير النهائي للمدينة الميسينية الرئيسية التي تم التنقيب عنها في إكلينا.
- قرابة 1200 قبل الميلاد.: بدأ الكيمريون في استيطان سهوب جنوب روسيا ؟ (تخمين غير موثق).
- قرابة 1200 قبل الميلاد: توسعت ثقافة سروبنا (قبور الأخشاب)  [لغات أخرى]‏ البدائية من منطقة الفولغا السفلى لتغطي منطقة شمال بونتيك بأكملها.
- قرابة 1200 قبل الميلاد: ثقافة الأولمك تبدأ وتزدهر في أمريكا الوسطى.
- قرابة 1200 قبل الميلاد: سان لورينزو تينوختيتلان  [لغات أخرى]‏ تبدأ في الازدهار.
- قرابة 1200 قبل الميلاد: حضارة أسلاف بويبلو في أمريكا الشمالية. (التاريخ التقريبي)
- قرابة 1200 قبل الميلاد: معركة محتملة في وادي نهر تولنس في شمال ألمانيا.[1]
- قرابة 1200 قبل الميلاد: تأليف ياجورفيدا.

## الأدب
- قصة الأخوين من بردية دوربيني المصرية للكاتب إنانا.[2]